# Принц Хісаакі
Принц Хісаакі (яп. 久明親王, 19 жовтня 1276 —16 листопада 1328) — 8-й очільник Камакурського сьогунату в 1289—1308 роках.

## Життєпис
Належав до Імператорського дому Японії. Син імператора Ґо-Фукакуси й Фудзівара но Фусако.
Народився у 1276 році.
У 1287 році одружився з донькою сьоґуна Кореясу, який також всиновив Хісаакі.
У 1289 році після повалення принца Кореясу за рішення сіккена Ходзьо Садатокі стає новим очільником Камакурського сьогунату, втім фактична влада залишилася у Ходзьо. Того ж року надано титул принца та проведено цеермонію повноліття (гемпуку).
1297 року призначено Міністром церемоніальних справ (сікібу-сьо). З цього часу намагався розширити свою владу та набути статуса фактичного правителя сьогунату. Все це зрештою призвело до постійних інтриг та відкритого конфлікту з сіккеном Ходзьо Моротокі та екс-сіккеном Ходзьо Садатокі (зберігав значну владу). Внаслідок цього принца Хісаакі було повалено та відправлено до Кіото, де поміщено під нагляд Рокухара Тандай (спеціального органу Ходзьо за наглядом за імператорським двором). Новим сьогуном став старший син Хісаакі — принц Морікуні.
Помер хісаакі у 1328 році.